# Takeharu Ishimoto
Takeharu Ishimoto (石元 丈晴?, Ishimoto Takeharu; Nichinan, 29 maggio 1970) è un compositore, chitarrista e pianista giapponese.

## Biografia
Lavora per la Square (successivamente Square Enix) dal 1998, anno in cui fece domanda di unirsi al suo team di compositori. La sua richiesta di unirsi come chitarrista, data la sua passione per l'hard rock, venne però momentaneamente respinta, e fu messo a lavorare al sintetizzatore in gruppi di lavoro di colonne sonore di videogiochi come Final Fantasy X, Kingdom Hearts: Chain of Memories e Kingdom Hearts II. Successivamente è diventato una delle figure principali nel cast di compositori della Square Enix, vedendosi assegnata prima la colonna sonora dello spin-off di Final Fantasy VII Before Crisis, e successivamente quelle di videogiochi di successo come The World Ends with You, Crisis Core: Final Fantasy VII, Dissidia Final Fantasy e Dissidia 012 Final Fantasy.
Nel 2007 ha fondato il gruppo musicale giapponese Sawa con l'omonima cantante, conosciuta durante i periodi di registrazione delle musiche di The World Ends with You a cui entrambi hanno partecipato. Dopo lo scioglimento del gruppo, Ishimoto ha dato vita al progetto chiamato "The Death March", iniziando nel 2012 con alcuni concerti nei quali venivano riarrangiate e riproposte le musiche di The World Ends with You. Successivamente il gruppo ha pubblicato il suo primo album, omonimo, nel 2014, contenente brani ispirati alle musiche di videogiochi composti da Ishimoto come Crisis Core: Final Fantasy VII e sempre The World Ends with You. Nel 2017 si è concluso il rapporto lavorativo che lo legava alla Square Enix.

## Discografia

### Album in studio
- 2008 – 333 (con i Sawa)
- 2014 – The Death March (con i The Death March)

### Colonne sonore
- 2002 – World Fantastista - con Masayoshi Soken
- 2004 – Before Crisis: Final Fantasy VII
- 2005 – Last Order: Final Fantasy VII
- 2007 – Monotone
- 2007 – The World Ends with You
- 2007 – Crisis Core: Final Fantasy VII
- 2008 – Dissidia Final Fantasy
- 2009 – On the Way to a Smile-Denzel Episode
- 2010 – Kingdom Hearts Birth by Sleep - con Yōko Shimomura e Tsuyoshi Sekito
- 2011 – Dissidia 012 Final Fantasy
- 2011 – Final Fantasy Type-0
- 2012 – Kingdom Hearts 3D: Dream Drop Distance - con Yōko Shimomura
- 2014 – Final Fantasy Agito
- 2015 – Dissidia Final Fantasy NT